# Кожаказган
Кожаказган (каз. Қожақазған) — село в Казалинском районе Кызылординской области Казахстана. Входит в состав Кумжиекского сельского округа. Код КАТО — 434443480.

## Население
В 1999 году население села составляло 283 человека (150 мужчин и 133 женщины). По данным переписи 2009 года, в селе проживали 64 человека (35 мужчин и 29 женщин).